# 민불로초속
민불로초속(Amauroderma)은 담자균강 구멍장이버섯목 불로초과에 속하는 균류 속의 하나이다.

## 하위 종
- 검은민불로초[2]
- 거친민불로초[3]